# Sadlinki (gromada)
Sadlinki – dawna gromada, czyli najmniejsza jednostka podziału terytorialnego Polskiej Rzeczypospolitej Ludowej w latach 1954–1972.
Gromady, z gromadzkimi radami narodowymi (GRN) jako organami władzy najniższego stopnia na wsi, funkcjonowały od reformy reorganizującej administrację wiejską przeprowadzonej jesienią 1954 do momentu ich zniesienia z dniem 1 stycznia 1973, tym samym wypierając organizację gminną w latach 1954–1972.
Gromadę Sadlinki z siedzibą GRN w Sadlinkach utworzono – jako jedną z 8759 gromad na obszarze Polski – w powiecie kwidzyńskim w woj. gdańskim na mocy uchwały nr 19/III/54 WRN w Gdańsku z dnia 5 października 1954. W skład jednostki weszły obszary dotychczasowych gromad Sadlinki, Karpiny i Białki ze zniesionej gminy Sadlinki w tymże powiecie. Dla gromady ustalono 15 członków gromadzkiej rady narodowej.
1 stycznia 1958 do gromady Sadlinki włączono obszar zniesionej gromady Bronisławowo w tymże powiecie.
1 stycznia 1972 do gromady Sadlinki włączono obszar zniesionej gromady Nebrowo Wielkie w tymże powiecie.
Gromada przetrwała do końca 1972 roku, czyli do kolejnej reformy gminnej. 1 stycznia 1973 w powiecie kwidzyńskim w woj. gdańskim reaktywowano zniesioną w 1954 roku gminę Sadlinki (od 1999 w woj. pomorskim).